# Іврінезу-Маре
Іврінезу-Маре (рум. Ivrinezu Mare) — село у повіті Констанца в Румунії. Входить до складу комуни Пештера.
Село розташоване на відстані 158 км на схід від Бухареста, 46 км на захід від Констанци, 133 км на південь від Галаца.

## Населення
За даними перепису населення 2002 року у селі проживали 537 осіб, усі — румуни. Усі жителі села рідною мовою назвали румунську.